# William Attrill
William Dunbar Attrill, detto Willie (Cowes, marzo 1868 – Londra, 1939), è stato un crickettista e calciatore francese.
Partecipò ai Giochi olimpici 1900 di Parigi nel torneo di cricket, vincendo la medaglia d'argento con la squadra che rappresentò la Francia.
Prima di divenire crickettista, fu anche calciatore.

## Palmarès
| Anno | Manifestazione | Sede   | Evento  | Risultato | Note |
| ---- | -------------- | ------ | ------- | --------- | ---- |
| 1900 | Olimpiadi      | Parigi | Cricket | Argento   |      |